# Constructor
Constructor est un jeu vidéo combinant des éléments de jeu de stratégie en temps réel et city-builder publié en 1997 sur PlayStation et PC. Il a été développé par System 3 et édité par Acclaim. Une suite nommée Constructor: Street Wars (appelée Mob Rule aux États-Unis) est sortie en 1999, sans rencontrer le succès escompté.
Le jeu ressort sur PlayStation 3 et PlayStation Vita via le PlayStation Network le 16 juillet 2009.
System 3 annonce le développement d'une version haute-définition de Constructor dont la sortie est prévue initialement pour le 29 janvier 2016. Le jeu sera reporté à plusieurs reprises, d'abord pour avril 2016 puis à l'été 2016 et enfin au 31 janvier 2017.
Constructor HD sort finalement le 26 mai 2017 sur Windows, PlayStation 4 et Xbox One en version dématérialisée puis le 23 juin 2017 en boite.
Constructor Plus, une nouvelle version du jeu incluant du contenu additionnel, sort le 26 février 2019 sur Nintendo Switch puis progressivement sur Windows, PlayStation 4, Xbox One et Mac.

Dans ce jeu difficile à l'humour grinçant, le joueur contrôle une compagnie de construction prête à tout pour l'emporter sur les autres équipes. La victoire revient à qui remplit les objectifs fixés en début de partie.

## Système de jeu

### Début de partie
Le joueur définit les paramètres de la partie :
1. niveau de difficulté (facile, moyen, difficile) ;
2. nombre de joueurs (de 1 à 4) ;
3. carte (Prés verts, Rivage, Petite ville, Ville ciment, Jungle) ;
4. mission à remplir (délai de jeu limité à 40 ans) :
  - Égomania (construire une pyramide à sa gloire),
  - Conquête financière (trésorerie de 1 000 000 dollars, sans dettes),
  - Domination du monde (construction d'une propriété sur chaque parcelle de terrain),
  - État utopique (taux de bonheur égal à 90 % chez au moins trois locataires de chaque classe sociale).

Il existe un mode « construction libre » sans limite de temps (pour s'entraîner notamment).

### Municipalité
La municipalité vend des parcelles de terrain aux protagonistes du jeu. L'achat n'est possible que si le taux d'occupation moyen des parcelles déjà acquises est d'au moins 90 %, que les impôts ont été payés, et qu'au moins un logement est construit dessus. Le joueur peut procéder à son premier achat sans contrainte, mais il devra mettre en conformité ses deux parcelles avant de continuer. La municipalité ajoute une bouche de métro toutes les trois parcelles vendues à un même joueur ; cette station peut être utilisée par tous.
La municipalité collecte des impôts à intervalles réguliers (avec d'éventuelles pénalités de retard). Elle peut également racheter les logements du joueur (elle les détruira ensuite), voire lui vendre des ouvriers si le joueur n'a plus d'autre solution.
La municipalité exige du joueur qu'il gère correctement sa propriété, en lui assignant des missions d'aménagement des parcelles ou de maintien de l'ordre ; elle exigera que le joueur maîtrise sa population en évitant une explosion démographique de sa main-d'œuvre ou de ses locataires. Se plier aux contraintes de la municipalité permet d'obtenir des bons points (monnayables). Ne pas s'y soumettre conduit au mieux à l'obtention de mauvais points, au pire à la fin de la partie.
|                                                               | Déclenchement                                                      | Résolution                                                                                           |
| Se débarrasser d'un quartier d'indésirables                   | L'adversaire possède trois bâtiments d'indésirables d'un même type | S'emparer ou détruire l'un des bâtiments                                                             |
| Se débarrasser d'un locataire adverse                         | Le joueur a bâti les trois types de logements de niveau 2          | S'emparer de la propriété du locataire, le faire fuir, le tuer, ou espérer qu'il meure de vieillesse |
| Construire un parc avec 8 arbres et un bassin                 | Le joueur a bâti les trois types de logements de niveau 3          | Construire le parc                                                                                   |
| Construire 4 demeures identiques de niveau 4 sur une parcelle | Le joueur a bâti les trois types de logements de niveau 4          | Construire les 4 maisons, avec arbre et serre dans les jardins                                       |
| Construire 3 demeures de niveau 5 sur une parcelle            | Le joueur a bâti les trois types de logements de niveau 5          | Construire les 3 maisons, avec roseraie et meubles de jardin                                         |

### Personnages
Le joueur contrôle directement plusieurs catégories de personnages :
1. les ouvriers construisent et aménagent les bâtiments, fabriquent les ressources et les gadgets, ou tabassent les ennemis ;
2. les chefs d'équipe conduisent les travaux des ouvriers, s'emparent des bâtiments ennemis, ou démolissent les bâtiments ou les objets du joueur ;
3. les réparateurs assurent la maintenance des constructions ;
4. les gangsters s'attaquent aux personnages et aux bâtiments ennemis.

L'efficacité des personnages est influencée par leur expérience et leurs niveaux de fatigue et de santé ; ils doivent donc se reposer à intervalles réguliers. Les ouvriers peuvent devenir chefs d'équipe (4 ouvriers → 1 chef d'équipe), réparateurs (3 → 1), ou gangsters (6 → 1).
Le joueur dispose aussi de personnages plus autonomes : les policiers surveillent les parcelles de terrains et luttent contre les indésirables ; le livreur de l'usine de gadgets installe les aménagements extérieurs ; les indésirables font le « sale boulot » (ex. : saccager les propriétés adverses).
Enfin, le joueur dispose d'une « réserve » de locataires pour occuper ses demeures. Ces locataires, aux exigences multiples, forment la base productive du joueur. Ils appartiennent à différentes classes sociales, avec chaque fois un archétype plutôt orienté « argent » et un autre plutôt orienté « enfants ». Les locataires peuvent devenir ouvriers et vice-versa (2 → 1).
|          | Génèrent des...                                             | 5e locataires | Exemples d'exigences                              |
| Niveau 1 | Ouvriers, locataires niveau 1 et 2, loyers                  | Aucun | Avoir des arbres dans le jardin                   |
| Niveau 2 | Agents de police, locataires niveau 2 et 3, loyers          | Aucun | Les étudiants veulent une haie d'arbustes         |
| Niveau 3 | Pots-de-vin à la mafia, locataires niveau 3 et 4, loyers    | Chef de groupe de surveillance (lutte contre les squats), comptable (réduction des taux d'intérêts bancaires du joueur, augmentation de ceux des autres) | Avoir un double vitrage et des volets de sécurité |
| Niveau 4 | Locataires niveau 4 et 5, loyers                            | Conseiller financier (réduction des impôts du joueur, augmentation de ceux des autres), médecin (dysfonctionnement des hôpitaux adverses)                | Disposer d'un hôpital privé                       |
| Niveau 5 | Plans des demeures de standing, locataires niveau 5, loyers | Agent d'assurances (paiement des bâtiments détruits), juge (peines de prison plus longues)                                                               |                                                   |

1. ↑  Les locataires de niveau n n'enfantent des locataires de niveau n+1 que si leur maison dispose d'un ordinateur, ou après construction d'une école. Les locataires de niveau n dans une maison n+ ne peuvent que payer un loyer. Le montant des loyers et des aménagements est proportionnel au prix des constructions.
2. ↑  Il y a deux catégories de locataires par niveau, donc deux 5e locataires par niveau.
3. ↑  Les exigences dépendent du voisinage et du niveau de difficulté ; elles sont très nombreuses...

### Bâtiments
Le joueur peut construire :
1. des fabriques de bois, de ciment, de briques, et d'acier ;
2. des logements ;
3. des « services publics » (usine de gadgets, police, prison, QG de la mafia, école, parc, hôpital) ;
4. des quartiers hébergeant des indésirables (communauté hippie, mont-de-piété, M. Bricolo, immeuble mal famé, maison hantée, bar de motards, galerie de jeux) ;
5. et des bâtiments spéciaux...

Les possibilités de construction augmentent progressivement : au début, le joueur ne peut construire que la scierie ; celle-ci construite, le joueur peut bâtir les logements de niveau 1 ; ceux-ci terminés, le joueur peut faire la cimenterie ; etc. Le joueur peut bâtir sur les parcelles de ses opposants, mais cela lui revient plus cher.
Tous les bâtiments se détériorent et doivent être entretenus. Les logements trop longtemps inoccupés peuvent être infestés par de la vermine ; sa propagation est matérialisée par de gros insectes se déplaçant de maison en maison.
Le joueur peut transformer ses fabriques en usines (plus de stocks et d'options de fabrication), et améliorer la qualité de ses logements en faisant des travaux dans la chambre, la salle de bain, le salon, et la cuisine (ce qui augmente la performance des locataires).
Utiliser un gangster nécessite un pot-de-vin à la mafia. Celle-ci peut également prêter de l'argent ; l'intérêt est cumulatif, et la destruction du quartier général de la mafia n'annule ni la dette ni les problèmes qui découlent d'un remboursement trop tardif.
Les indésirables servent principalement à harceler l'adversaire : stress des locataires, saccage de leurs habitations, blocage de la production adverse, etc. Ils peuvent aussi lutter contre d'autres indésirables, voire donner des capacités spéciales aux unités (ex. : le fantôme peut rendre temporairement invisible un personnage).

### Banque
La banque, qui n'est matérialisée par aucun bâtiment ni aucun personnage, permet au joueur d'emprunter de l'argent, de payer ses impôts, de visualiser ses comptes, et de consulter les statistiques des deux dernières années (revenus, stress des locataires, criminalité, relations avec la municipalité, nombre de bâtiments, nombre de parcelles).

## Développement
Le 31 juillet 2015, System 3 annonce un remake haute-défininition du jeu sur consoles et PC pour 2016, sorti finalement le 26 mai 2017.

## Accueil
| Constructor   |      |       |
| Média         | Nat. | Notes |
| Gen4          | FR   | 4/6   |
| Jeuxvideo.com | FR   | 12/20 |
| Joystick      | FR   | 86 %  |
| PC Jeux       | FR   | 89 %  |